# El Morro (Mérida)
El Morro es el nombre que recibe un poblado que empezó como una localidad nativa de los Mucubache en la región montañosa y árida de las estribaciones meridionales de la Sierra Nevada de Mérida (Venezuela). Su nombre, de igual modo que en la mayor parte de los casos, se fundamenta en la morfología de un cerro con un pico o cresta particular que se distingue en la distancia.
La población tuvo una gran estabilidad e importancia económica al servir como punto de contacto entre Barinas y el Puerto de Bobures, en el Sur del Lago de Maracaibo, para las actividades de transporte y comercio de tabaco.
La Familia Dugarte se radicó en este poblado y de allí alcanzó a dominar la región de El Hato de Las Pérez, donde aún en la actualidad han recuperado casi la totalidad de las tierras que circunstancialmente pertenecieron a la Familia Quintero.
- Datos: Q5822558
- Multimedia: El Morro (Mérida) / Q5822558